# ビュイック・GL8
GL8は、GMが製造、ビュイックブランドで販売している自動車である。

## 概要
GMと上海汽車との合弁会社である上海GMにおいて生産販売されており、1999年の登場以来の累計販売台数は33万台以上であり(2010年時点)、中国高級ミニバン市場においてシェア1位を誇るモデルである(2016年時点)。

## 初代 (1999年 - 2016年)
1999年10月、発売を開始した。

## 2代目 (2010年 - 2016年)
2010年11月、2代目モデルを発表した。

## 3代目 (2016年 - )
2016年10月、3代目モデルを発表した。商用モデルありきでなく完全な乗用車系プラットフォームによる設計である。「ES」「25S」「アベニール」といったトリムが選択可能であり、最上級仕様は2列4人乗りのレイアウトである。